# Lothar Fischer (Bildhauer)

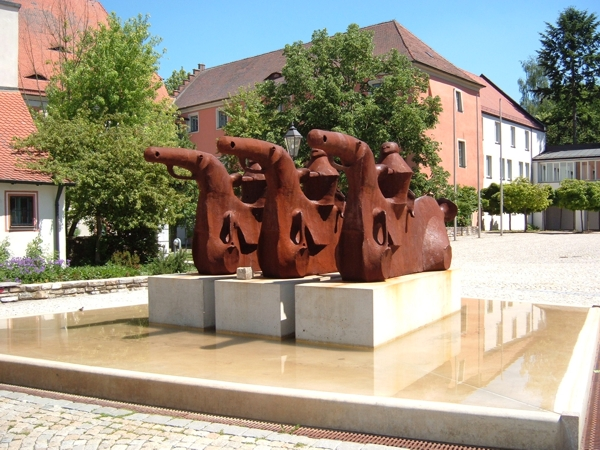
Drei Reiter, Residenzplatz in Neumarkt

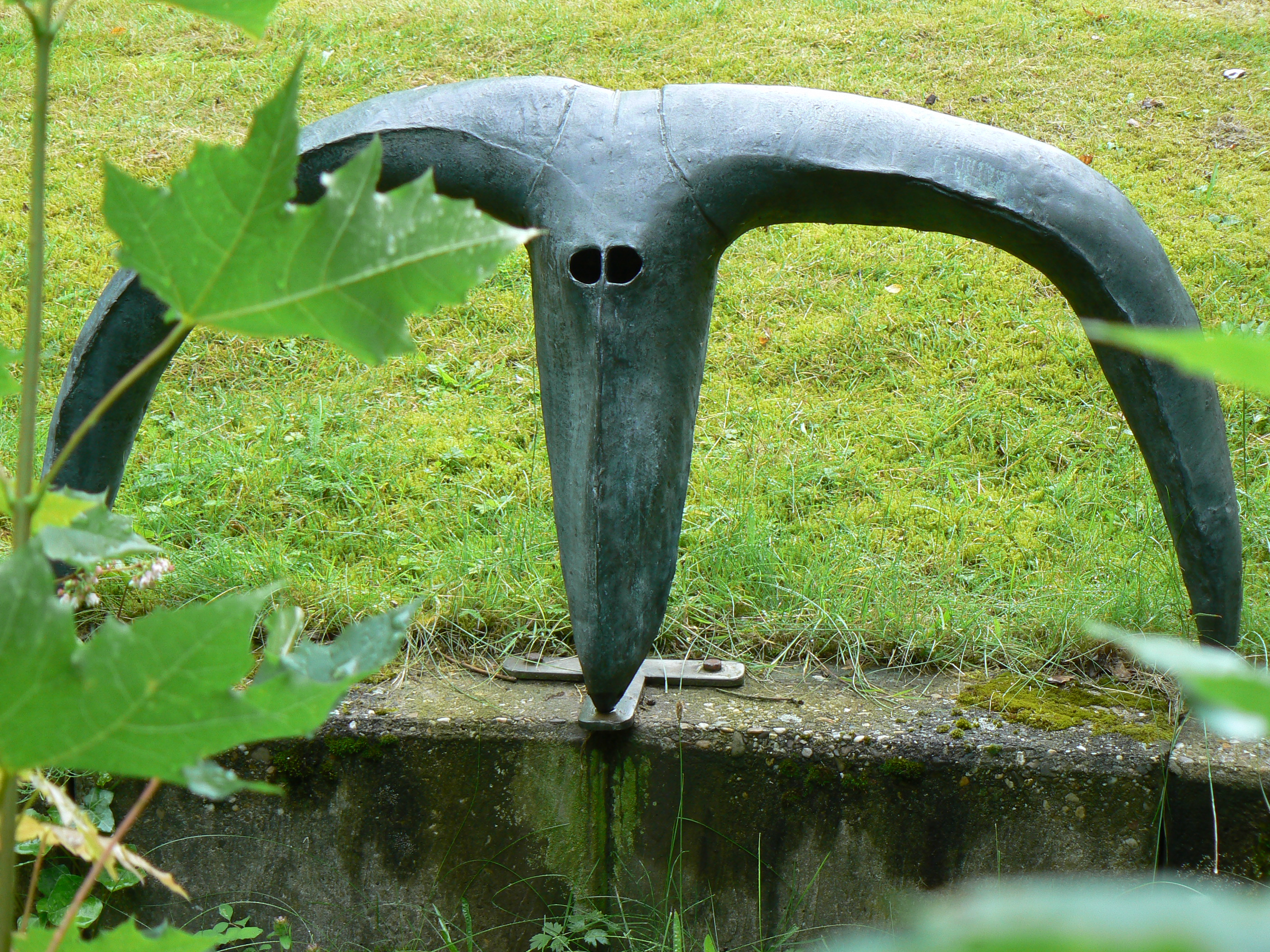
Großer gehörnter Tierschädel, Sammlung Skulpturenmuseum Glaskasten in Marl

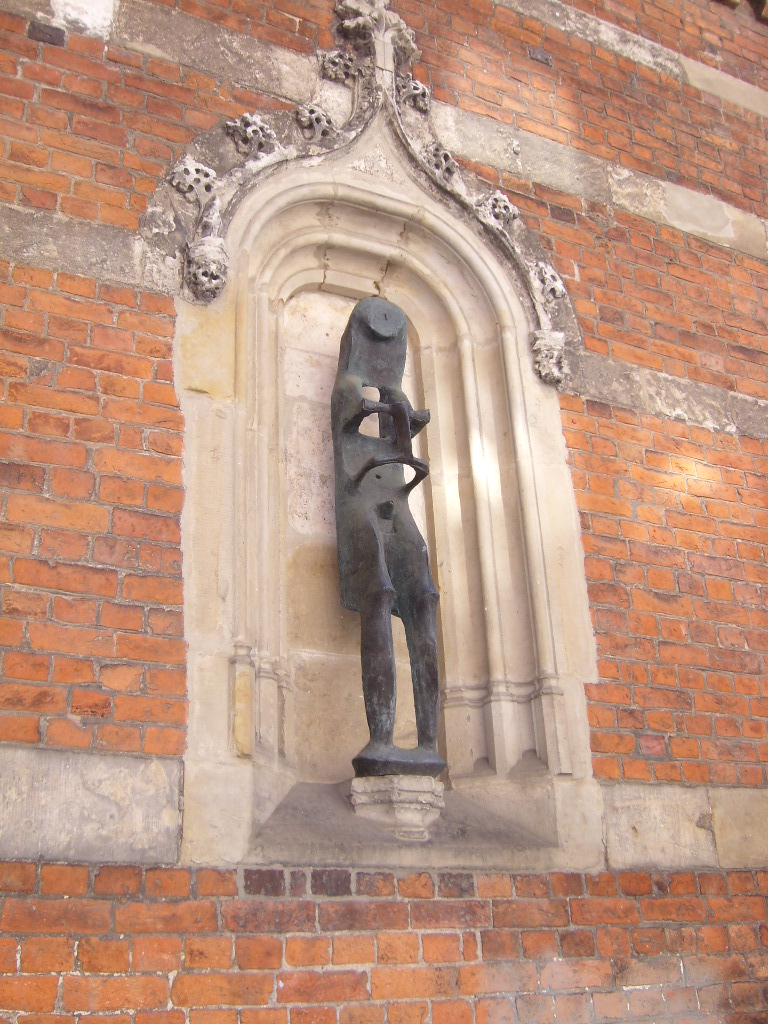
Adam – St.-Annen-Kloster Lübeck

Lothar Fischer (* 8. November 1933 in Germersheim; † 15. Juni 2004 in Baierbrunn bei München) war ein deutscher Bildhauer.

## Leben
Lothar Fischer wurde 1933 in Germersheim/Pfalz als Sohn der Kunsterzieher Rosa und Max Fischer geboren und siedelte 1934 mit seiner Familie nach Neumarkt in der Oberpfalz über. Nach seinem Abitur studierte Fischer von 1952 bis 1958 an der Akademie der bildenden Künste in München zuerst Kunsterziehung in der Klasse von Anton Marxmüller. 1953 wechselte er in das Fach Bildhauerei zu Heinrich Kirchner und hatte Kontakt zu Toni Stadler. Zusammen mit den Studienkollegen und Malern Heimrad Prem, Helmut Sturm und Hans Peter Zimmer gründete er 1957 die Künstlergruppe SPUR. Im Jahr 1964 war Lothar Fischer Teilnehmer der documenta III in Kassel. Von 1975 bis 1997 lehrte er als Professor an der Universität der Künste in Berlin und wohnte in der Münchener Straße. 1984 war er Dozent an der Internationalen Sommerakademie für Bildende Kunst in Salzburg. Im Jahr 1991 wurde Fischer Ordentliches Mitglied der Bayerischen Akademie der Schönen Künste.

## Werk

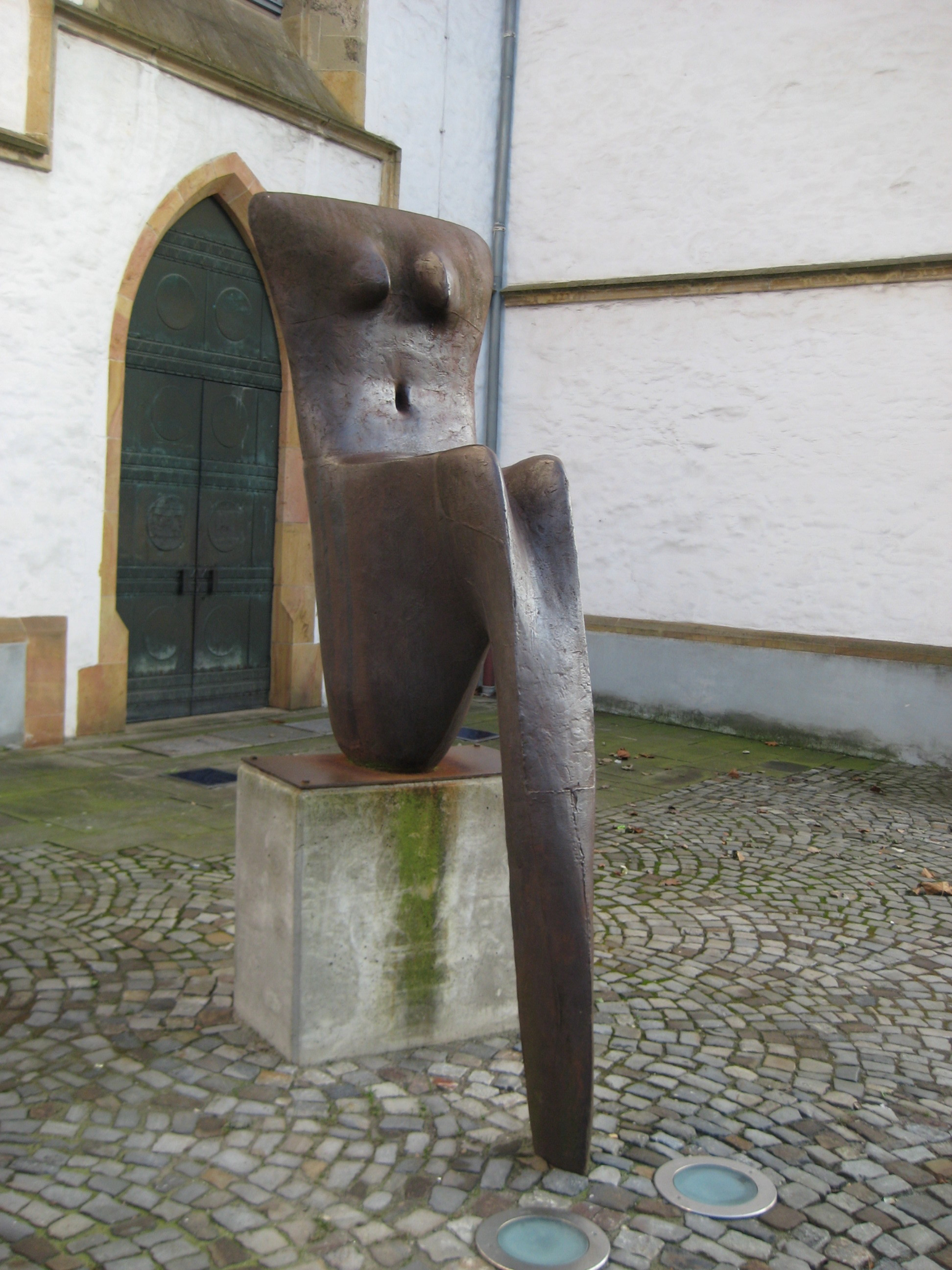
Großer sitzender weiblicher Torso an der Kunsthalle Dominikanerkirche in Osnabrück

Lothar Fischer war einer der bedeutendsten deutschen Bildhauer nach dem Zweiten Weltkrieg. Seine Werke beschäftigen sich hauptsächlich mit der abstrahierten menschlichen Figur sowie Reitern und Pferden, die er bevorzugt in Ton gearbeitet hat. Daneben schuf er sein plastisches Werk in Bronze, Eisen sowie Gips-Styropor und arbeitete zahlreiche Tuschpinselzeichnungen sowie Aquarelle.
Neumarkt in der Oberpfalz, die Stadt, in der er seine Jugendzeit verbrachte und der er bis zuletzt eng verbunden war, eröffnete am 19. Juni 2004 das Museum Lothar Fischer, in dem ein großer Teil seines Lebenswerks und seines Nachlasses ausgestellt wird. Mehrere Werke von Fischer aus der Schenkung von Otto van de Loo werden in der Kunsthalle in Emden gezeigt.

## Auszeichnungen
- 1959 Rom-Stipendium der Arnold Foundation
- 1959 Stipendium der Villa Massimo, Rom
- 1960 Kunstpreis der Jugend für Plastik, Mannheim
- 1967 Schwabinger Kunstpreis
- 1968 Pfalzpreis für Bildende Kunst
- 1971 Förderpreis für Bildende Kunst der Landeshauptstadt München
- 1972 Kunstpreis der Stadt Darmstadt
- 1990 Kunstpreis Rheinland-Pfalz
- 2000 Kunstpreis der Stadt Neumarkt in der Oberpfalz

## Ausstellungen
- 1970: KasselerKunstVerein, Kassel
- 2001: Kunstfiguren – Skulpturen aus 25 Jahren, Städtische Sammlungen Schweinfurt, Halle Altes Rathaus, Kunstverein Schweinfurt e. V., 6. April bis 3. Juni 2001, sowie Städtische Galerie im Cordonhaus, Cham, 9. Juni bis 19. August 2001 (mit Katalog)
- 2019: Lothar Fischer auf Papier, Museum Lothar Fischer, Neumarkt in der Oberpfalz, vom 10. Februar bis 13. Oktober 2019